# Botanochara impressa
Botanochara impressa is een keversoort uit de familie bladkevers (Chrysomelidae). De wetenschappelijke naam van de soort werd in 1798 gepubliceerd door Georg Wolfgang Franz Panzer.